# Шагальо
Шагальо, Хуан Хосе Шагальо (ок. 1830—1912) — вождь племени «пампасов», «уилличи» или «северные теуэльче», которые жили в северной Патагонии в XIX веке.

## Биография
Родился около 1830 года. Сын вождя Марселино Шагальо, который был регентом в Паис де лас Мансарас после смерти вождя Чокори в 1834 году и до те пор, пока его сын Сайуэке стал взрослым, чтобы принять командование (около 1850 года).
Двоюродный брат вождя Инакаяля. В 1857 году Шагальо сопровождал вождя Янкетруса в Кармен-де-Патагонес, чтобы заключить мирный договор с аргентинским правительством. Он получил подарки от полковника Вильяра. 24 августа 1860 года был подписан договор с Патагонесом.
В 1863 году путешественник Уильям Кокс сообщил, что его племя, насчитывающее около 150 человек, находится недалеко от вышеупомянутого места . В 1865 году швейцарский исследователь Хорхе Кларас отмечает, что Шагальо живет в Макинчао и что его территория простирается от побережья Атлантического океана до этой долины или горного хребта. В 1867 году он появился в списке «Дружелюбных индейцев» коменданта Линареса из Патагонеса.
В 1876 году аргентинский исследователь Франсиско Морено упоминает его среди вождей племени уильиче, подчиняющихся Сайуэке, и это зафиксировано в списке, который этот вождь отправил губернатору Патагонии Альваро Барросу в 1881 году во время Покорения пустыни .
После того, как Аргентинское государство разорвало пакты, Шагальо в декабре 1883 года принял участие в работе местного парламента Шунепарии, где вожди племен мансанеро, теуэльче и мапуче сформировали альянс, чтобы противостоять наступлению аргентинской армии до самой смерти. В 1884 году он столкнулся с войсками Ориса де Роа на берегах реки Сенгерр. В 1885 году, после поражения, Шагальо сопровождал Сайуэке в Буэнос-Айрес и встретился с национальным правительством, чтобы попросить освободить его жену и детей, задержанных на острове Мартин-Гарсия . Около 1900 года Шагальо поселились в Кона-Нийеу, на плато Сомункура, где он скончался в 1912 году.